# Sillisit
Sillisit [ˈsiɬːisit] (nach alter Rechtschreibung Sitdlisit) ist eine grönländische Schäfersiedlung im Distrikt Narsaq in der Kommune Kujalleq.

## Lage
Sillisit ist die südlichste der Schäfersiedlungen um Qassiarsuk und liegt am Nordwestufer des Tunulliarfik. Bis zur nächsten Schäfersiedlung Issormiut sind es 1,7 km nach Nordosten.

## Bevölkerungsentwicklung
In den letzten Jahrzehnten schwankte die Einwohnerzahl von Sillisit zwischen drei und sieben Einwohnern. Einwohnerzahlen der Schäfersiedlungen sind letztmals für 2013 bekannt. Sillisit wird statistisch unter „Farmen bei Qassiarsuk“ geführt.